# Virgin Suicide
Virgin Suicide er et københavnsk britpopband, der blev etableret i 2012. Det består af Martin Grønne (forsanger), Terkel Atsushi Røjle (lead guitar), Kristian Schøtt Kyvsgaard, Simon Thoft Jensen og Jeppe Østergaard.
Grønne havde tidligere spillet sammen med Kristian Bønløkke, der var med til at stifte gruppen. Bønløkke bragte Grønne og Røjle sammen, hvor de mødtes på Café Louise en tidlig morgenstund. De dannede kort efter gruppen. 
I 2012 udgav de EP'en Virgin Suicide, hvorfra sangen "Killing Everyone That You Know" blev et moderat hit.
Gruppens selvbetitlede debutalbum udkom den 18. maj 2015, og blev godt modtaget af anmelderne. I sensommeren 2015 forlod Bønløkke gruppen.
I 2017 udkom opfølgeren, Forever Trouble, som ligeledes fik gode anmeldelser.

## Medlemmer
- Martin Grønne - forsanger og guitarist
- Terkel Atsushi Røjle - lead guitar
- Kristian Schøtt Kyvsgaard - bas
- Simon Thoft Jensen - trommer
- Jeppe Østergaard - keyboard

### Tidligere medlemmer
- Kristian Bønløkke (2012-2015) - keyboard

## Diskografi
- 2012 Virgin Suicide (EP)
- 2015 Virgin Suicide
- 2017 Forever Trouble